# Épisodes de Dead of Summer : Un été maudit
Cet article présente le guide des épisodes de l'unique saison de la série télévisée américaine Dead of Summer : Un été maudit.

## Synopsis
A la fin des années 1980, Deb Carpenter décide de rouvrir le camp le camp de vacances de son enfance, Stillwater, et s'apprête à accueillir les nouveaux vacanciers pour l'été. Mais lors de la soirée d'introduction des nouveaux animateurs, des événements étranges vont avoir lieu, prenant notamment pour cible la jeune Amy Hughes. Ce qui s'annonçait comme un été chaud et amusant va se transformer en cauchemar quand les secrets de la petit ville qui abrite le camp vont commencer à surgir dans la nuit...

## Généralités
- Aux États-Unis, la série a été diffusée entre le 28 juin 2016 et le 30 août 2016 sur Freeform.
- Au Canada, la série a été diffusée en simultané sur ABC Spark.
- En France, la série est diffusée depuis le 3 septembre 2018 sur Sérieclub[1]
- La série est inédite dans tous les autres pays francophones.

## Distribution

### Acteurs principaux
- Elizabeth Mitchell (VF : Dominique Vallée) : Deb Carpenter
- Elizabeth Lail (VF : Emmylou Homs) : Amy Hughes
- Amber Coney (VF : Alice Taurand) : Carolina « Cricket » Diaz
- Alberto Frezza (VF : Benjamin Penamaria) : Député Garrett « Townie » Sykes
- Eli Goree (VF : Namakan Koné) : Joel Goodson
- Mark Indelicato (VF : Paolo Domingo) : Blair Ramos
- Ronen Rubinstein (VF : Benjamin Gasquet) : Alex Powell / Alexi Fayvinov
- Zelda Williams (VF : Olivia Luccioni) : Drew Reeves / Andrea Dalton
- Paulina Singer (VF : Camille Donda) : Jessica « Jessie / Braces » Tyler

### Acteurs récurrents
- Zachary Gordon (VF : Arthur Pestel) : Jason « Blotter » Cohen
- Charles Mesure (VF : Paul Borne) : shériff Boyd Heelan
- Tony Todd (VF : Thierry Desroses) : Holyoke « Le grand homme »
- Andrew James West (VF : Jean-François Cros) : Damon Crowley
- Donnie Cochrane (VF : Grégory Kristoforoff) : Parker
- Dylan Neal : Keith Jones
- Janet Kidder : Mrs. Sykes
- Allan Daniel Fisher : Anton Melnikov
- Sharon Leal (VF : Odile Schmitt) : Renee Tyler

## Épisodes

### Épisode 1:Bienvenue à Stillwater
- États-Unis /  Canada : 28 juin 2016 sur Freeform / ABC Spark
- France : 
  - 3 septembre 2018 sur Sérieclub
  - 31 août 2020 sur MCM

- États-Unis : 628 000 téléspectateurs[2] (première diffusion)

### Épisode 2:Le rêve américain
- États-Unis /  Canada : 5 juillet 2016 sur Freeform / ABC Spark
- France : 
  - 3 septembre 2018 sur Sérieclub
  - 31 août 2020 sur MCM

- États-Unis : 488 000 téléspectateurs[3] (première diffusion)

### Épisode 3:Le vilain petit canard
- États-Unis /  Canada : 12 juillet 2016 sur Freeform / ABC Spark
- France : 
  - 3 septembre 2018 sur Sérieclub
  - 7 septembre 2020 sur MCM

- États-Unis : 478 000 téléspectateurs[4] (première diffusion)

### Épisode 4:Je suis un garçon
- États-Unis /  Canada : 19 juillet 2016 sur Freeform / ABC Spark
- France : 
  - 10 septembre 2018 sur Sérieclub
  - 7 septembre 2020 sur MCM

- États-Unis : 457 000 téléspectateurs[5] (première diffusion)

### Épisode 5:Lune de sang
- États-Unis /  Canada : 26 juillet 2016 sur Freeform / ABC Spark
- France : 
  - 10 septembre 2018 sur Sérieclub
  - 14 septembre 2020 sur MCM

- États-Unis : 349 000 téléspectateurs[6] (première diffusion)

### Épisode 6:Les clochards célestes
- États-Unis /  Canada : 2 août 2016 sur Freeform / ABC Spark
- France : 
  - 10 septembre 2018 sur Sérieclub
  - 14 septembre 2020 sur MCM

### Épisode 7:Mauvaise graine
- États-Unis /  Canada : 9 août 2016 sur Freeform / ABC Spark
- France : 
  - 17 septembre 2018 sur Sérieclub
  - 21 septembre 2020 sur MCM

Alors que les animateurs et l'adjoint Sykes découvrent peu à peu ce qui se passe au Camp Stillwater, celui-ci sait qu'ils doivent agir pour y mettre un terme. Avec l'aide de Deb et de l'équipe, il met en œuvre un plan qui, avec un peu de chance, fera cesser les attaques avant que quelqu'un d'autre ne soit blessé… ou pire.

### Épisode 8:Malphas
- États-Unis /  Canada : 16 août 2016 sur Freeform / ABC Spark
- France : 
  - 17 septembre 2018 sur Sérieclub
  - 21 septembre 2020 sur MCM

Alors que Deb, l'adjoint Sykes et les animateurs essaient tous de réaliser ce qui est arrivé au Camp Stillwater, un sentiment de calme semble enfin s'installer. Mais avec tant d'événements, l'été peut-il vraiment être sauvé ?

### Épisode 9:Le mal incarné
- États-Unis /  Canada : 23 août 2016 sur Freeform / ABC Spark
- France : 
  - 24 septembre 2018 sur Sérieclub
  - 28 septembre 2020 sur MCM

### Épisode 10:L'ange de la mort
- États-Unis /  Canada : 30 août 2016 sur Freeform / ABC Spark
- France : 
  - 24 septembre 2018 sur Sérieclub
  - 28 septembre 2020 sur MCM